# 乳脂
乳脂（Milkfat、Butterfat）是乳汁中的脂肪部分。乳液與鮮奶油通常依乳脂的含量來銷售。

## 成分

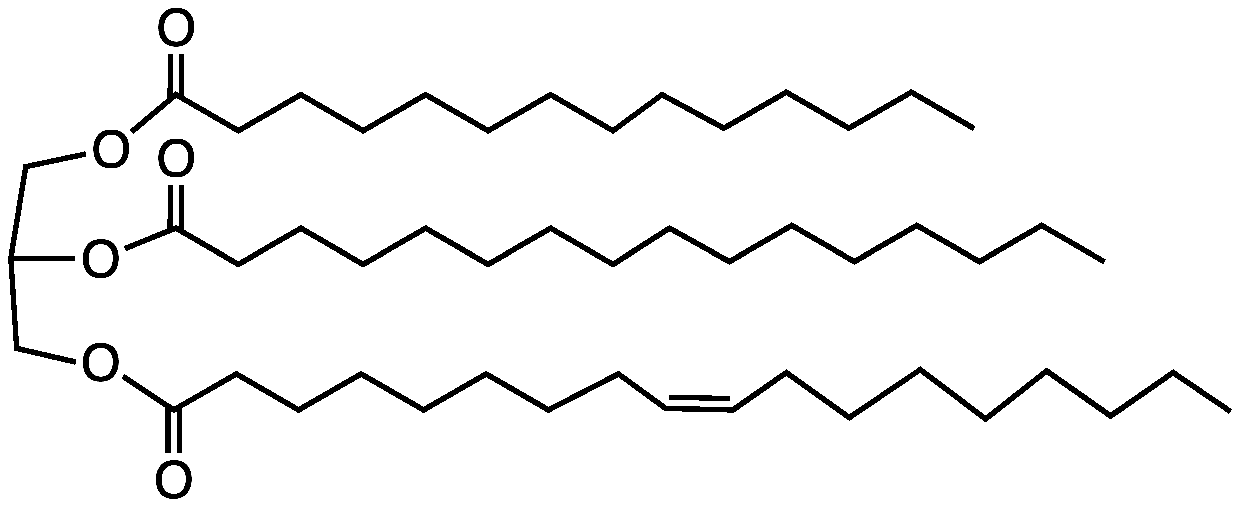
乳脂是從脂肪酸（肉荳蔻酸，棕櫚酸和油酸）中分離的 甘油三酸酯 (脂肪)

乳脂的脂肪酸通常由以下成分組成：
- 飽和脂肪酸：
  - 棕櫚酸：31%
  - 肉豆蔻酸：12%
  - 硬脂酸：11%
  - 不飽和脂肪酸（最多12個碳原子）：11%

- 不飽和脂肪酸：
  - 油酸：24%
  - 棕櫚油酸：4%
  - 亞油酸：3%
  - 亞麻酸：1%